# Bat Lash (périodique)
Pour les articles homonymes, voir Bat Lash.
Bat Lash est une périodique de bande dessinée trimestriel de petit format noir et blanc publié dans la collection « Comics Pocket » des éditions Arédit/Artima de mai 1970 à janvier 1972. La série totalise 8 numéros.
Ce fascicule comprenait essentiellement des comics DC : Showcase, Bat Lash et Hawk and Dove.